# Niue
Niue és un país insular autònom que manté un estatut de lliure associació amb Nova Zelanda, perquè no disposa d'autogovern. Està situat a l'oceà Pacífic Sud i forma part de la Polinèsia. L'illa es coneix com la Roca de la Polinèsia. La seva capital és Alofi.
Es troba en un triangle entre Tonga, Samoa i Fiji. Està a 2.400 quilòmetres al nord-est de Nova Zelanda i 604 quilòmetres al nord-est de Tonga. La superfície terrestre de Niue és d'uns 261.460 quilòmetres quadrats i la seva població era de 1.689 al cens del 2022.
Niue és una de les illes de corall més grans del món. El terreny de l'illa té dos nivells notables. El nivell superior està format per un penya-segat de pedra calcària que recorre la costa, amb un altiplà al centre de l'illa que arriba a uns 60 metres sobre el nivell del mar. El nivell inferior és una terrassa costanera d'aproximadament 500 metres d'ample i uns 25-27 metres d'alçada, que baixa i es troba amb el mar en petits penya-segats. Un escull de corall envolta l'illa, i la seva única ruptura important és a la costa central occidental, a prop de la capital, Alofi. Niue se subdivideix en 14 municipis que són alhora districtes electorals; cada poble envia un diputat al Parlament o Assemblea de Niue.
Com a part del Regne de Nova Zelanda, Nova Zelanda manté la majoria de relacions diplomàtiques en nom de Niue. Els habitants són ciutadans de Nova Zelanda i Carles III és el cap d'estat de Niue en la seva qualitat de rei de Nova Zelanda. El primer ministre des del 2020 és el polític i esportista Dalton Tagelagi. Entre el 90% i el 95% dels habitants de Niue viuen a Nova Zelanda, juntament amb aproximadament el 70% dels parlants de niueà. Niue és un país bilingüe, amb un 30% de la població que parla tant niueà com anglès. El percentatge de persones monolingües de parla anglesa és només de l'11%, mentre que el 46% són parlants monolingües de Niueà.
Són una democràcia parlamentària que organitza eleccions legislatives cada tres anys. Niue no és membre de les Nacions Unides (ONU), però les organitzacions de l'ONU han acceptat la seva condició d'estat lliurement associat com a equivalent a la independència als efectes del dret internacional. Com a tal, Niue és membre d'algunes agències especialitzades de l'ONU (com la UNESCO i l'OMS), i està convidada, juntament amb l'altre estat no membre de l'ONU, les Illes Cook, a assistir a les conferències obertes de les Nacions Unides que estan obertes a "tots els estats". Niue és membre de la Comunitat del Pacífic des de 1980.

## Història

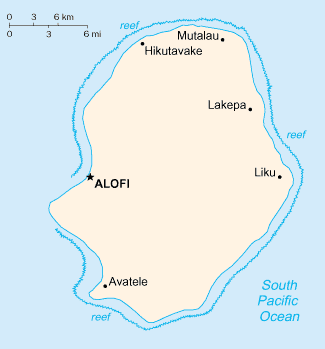
Mapa de Niue (en anglès)

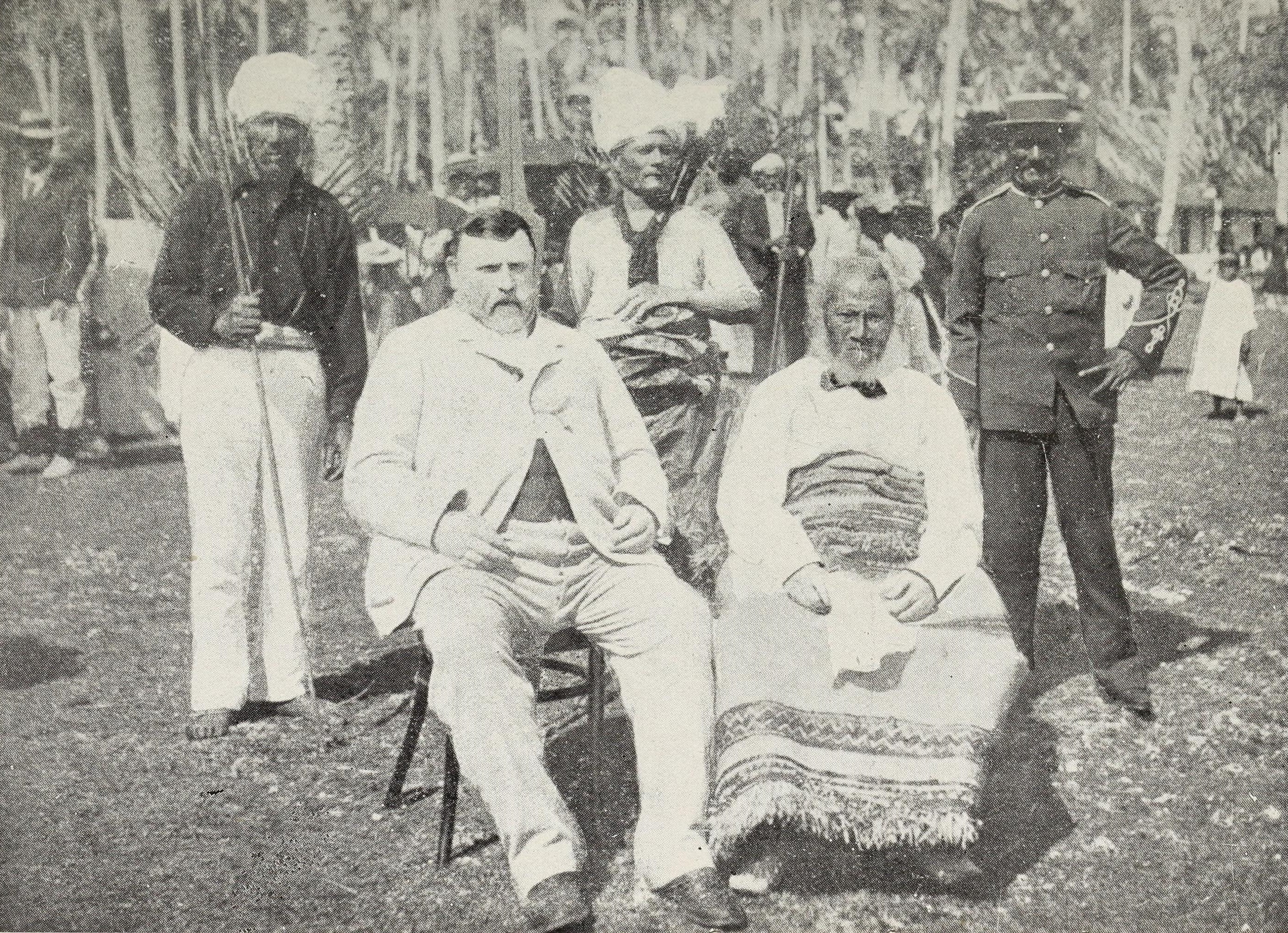
El primer ministre de Nova Zelanda Richard Seddon i el rei de Niue, c. 1900

### Origen
Els polinesis de Samoa es van establir a Niue cap al 900 dC. Els colons van arribar de Tonga al segle XVI.
Fins a principis del segle XVIII, res fa pensar que Niue tingués cap govern ni líder nacional; els caps i caps de família exercien autoritat sobre segments de la població. Va governar una successió de patu-iki o monarques, començant per Puni-mata. El primer rei cristià, Tui-toga, va regnar del 1875 al 1887.
Té 2.500 hectàrees dels boscos més verges, ja que eren tabú i, durant segles, ningú no hi podia entrar.

### Contactes europeus
Els primers europeus que hi van arribar va ser el 1774 liderats pel Capità James Cook que l'anomenà illa Salvatge després de ser rebutjat tres vegades pels atacs dels seus habitants, que a les dents portaven hulahula, un plàtan vermell que semblava sang. Durant els dos segles següents, Niue va ser coneguda com a Illa Salvatge fins que el seu nom original, "Niue", que prové de la paraula "coco", va recuperar l'ús habitual.
Els vaixells baleners van ser alguns dels visitants més habituals de l'illa al segle XIX. El primer registrat va ser el Fanny el febrer de 1824. L'últim balener conegut que va visitar va ser l'Albatros el novembre de 1899.
Els següents visitants europeus destacats van ser els representants de la Societat Missionera de Londres. Després de molts anys d'intentar fer algun missioner, van formar un niueà anomenat Nukai Peniamina com a pastor al Col·legi Teològic de Malua a Samoa. Peniamina va tornar el 1846 amb el John Williams com a missioner amb l'ajuda de Toimata Fakafitifonoua. Finalment, se li va permetre aterrar a Uluvehi Mutalau després que diversos intents en altres pobles havien fracassat. Els caps del poble de Mutalau li van permetre desembarcar i el van protegir dia i nit al fort de Fupiu. El cristianisme va arribar primer als Mutalau abans d'estrendre's a tots els pobles, i els darrers van ser els Hakupu.
El juliol de 1849, el capità John Erskine va visitar l'illa amb l'HMS Havannah.

### Annexió a Nova Zelanda
El 1889, els caps i governants de Niue, en una carta a la reina Victòria, li van demanar protecció. Després d'expressar la seva inquietud perquè alguna altra nació s'apoderés de l'illa, la carta continuava: "Us deixem que feu el que us sembli millor. Si envieu la bandera de la Gran Bretanya, està bé; o si envieu un comissari a residir entre nosaltres, això anirà bé". Els britànics no van acceptar inicialment l'oferta. El 1900, una petició dels habitants de les Illes Cook demanant l'annexió incloïa Niue "si és possible". En un document datat el 19 d'octubre de 1900, el "rei" i els caps de Niue van consentir que "la reina Victòria prengués possessió d'aquesta illa". Un enviament al secretari d'estat per a les colònies del governador de Nova Zelanda es referia a les opinions expressades pels caps a favor de l'"annexió" i a aquest document com "l'escriptura de cessió". Es va declarar un protectorat britànic, però va durar poc. Niue va ser introduïda dins dels límits de Nova Zelanda l'11 de juny de 1901 per la mateixa Ordre i Proclamació que les Illes Cook. L'Ordre limitava les illes amb les quals es relacionava per referència a una àrea del Pacífic descrita per coordenades, i Niue, a 19.02 S., 169.55 W, es troba dins d'aquesta àrea.

### Restauració de l'autogovern
Annexionada el 1901 per Nova Zelanda és, des de 1974, l'estat autònom més petit del món i una de les illes coral·lines més grans.
El Parlament de Nova Zelanda va restaurar l'autogovern a Niue amb la Llei constitucional de Niue de 1974, després del referèndum constitucional de Niue de 1974 en què els niueans tenien tres opcions: independència, autogovern o continuació com a territori de Nova Zelanda. La majoria va triar l'autogovern, i la constitució escrita de Niue va ser promulgada com a llei suprema. Robert Rex, ètnicament en part europeu, en part nadiu, va ser elegit per l'Assemblea de Niue com el primer primer ministre de Niue, càrrec que va ocupar fins a la seva mort 18 anys més tard. El 1984, Rex es va convertir en el primer niueà a rebre el títol de cavaller.
El gener de 2004, el cicló Heta va colpejar Niue, matant una persona i causant grans danys a tota l'illa, inclòs l'eliminació de la major part del sud de la capital, Alofi.
El 7 de març de 2020, l'Associació Internacional del Cel Fosc va anunciar que Niue s'havia convertit en el primer país sencer a ser designat Santuari Internacional del Cel Fosc. El 29 de setembre de 2022, el president Joe Biden va anunciar que els Estats Units reconeixeria Niue com a nació sobirana. El 25 de setembre de 2023, el president Biden va declarar el reconeixement i es van establir relacions diplomàtiques.